# گاس سوج
گاس سوج (انگلیسی: Gus Savage؛ ۳۰ اکتبر ۱۹۲۵ – ۳۱ اکتبر ۲۰۱۵)سیاست‌مدار آمریکایی عضو حزب دموکرات بود. وی نمایندگی ایلینوی را در مجلس نمایندگان ایالات متحده آمریکا به عهده داشت.